# Toura (langue mandée)
Pour les articles homonymes, voir Toura et Tura.
Le toura (aussi écrit tura), ou wen, est une langues nigéro-congolaises de la famille des langues mandées, parlée en Côte d’Ivoire. Elle est proche du goo et du dan.

## Écriture
Une orthographe pratique pour l’écriture du toura a été créée par Thomas Bearth.
| a | b | bh | d | e | ɛ | f | g | gb | gw | i | ɩ | k | kp | kw | l | m | n | ng/ŋ | o | ɔ | p | r | s | t | u | ʋ | v | w | y | z |

Les tons sont indiqués à l’aide de signes diacritiques :
- le ton haut avec l’accent aigu ‹ á é ɛ́ í ɩ́ ó ɔ́ ú ʋ́ › ;
- le ton mi-haut avec l’accent circonflexe ‹ â ê ɛ̂ î ɩ̂ ô ɔ̂ û ʋ̂ › ;
- le ton mi-bas n’est pas marqué ‹ a e ɛ i ɩ o ɔ u ʋ › ;
- le ton bas avec l’accent grave ‹ à è ɛ̀ ì ɩ̀ ò ɔ̀ ù ʋ̀ › ;

L’enclitique tonal haut ou mi-haut est indiqué avec une apostrophe culbutée suivant le mot, et l’enclitique tonal bas avec un trait suivant le mot.
La nasalisation est indiquée en suivant la voyelle d’un n si celle-ci n’est pas précédée d’un n.